# Condado de Harney
El condado de Harney es uno de los 36 condados del estado estadounidense de Oregón. La sede del condado es Burns, al igual que su mayor ciudad. El condado tiene un área de 26.486 km² (de los cuales 239 km² están cubiertos por agua) y una población de 7.609 habitantes, para una densidad de población de 0,4 hab/km² (según censo nacional de 2000). Este condado fue fundado en 1889.

## Geografía

### Condados adyacentes
- Condado de Lake - (oeste)
- Condado de Deschutes - (noroeste)
- Condado de Crook - (noroeste)
- Condado de Grant - (norte)
- Condado de Malheur - (este)
- Condado de Humboldt, California - (sur)
- Condado de Washoe, Nevada - (suroeste)

## Demografía
Para el censo de 2000, había 7.609 personas, 3.036 cabezas de familia, y 2.094 familias residiendo en el condado. La densidad de población era de 1 habitantes por milla cuadrada.
La composición racial del condado era:
- 91,93% blancos
- 3,97% Nativos americanos.
- 0,13% negros o negros americanos
- 0,51% asiáticos
- 0,07% isleños
- 1,30% otras razas
- 2,09% de dos o más razas.

Había 3.036 cabezas de familia, de las cuales el 29,40% tenían menores de 18 años viviendo con ellas, el 58,00% eran parejas casadas viviendo juntas, el 6,80% eran mujeres cabeza de familia monoparental (sin cónyuge), y 31,00% no eran familias.
El tamaño promedio de una familia era de 2,94 miembros.
En el condado el 26,00% de la población tenía menos de 18 años, el 6,40% tenía de 18 a 24 años, el 26,60% tenía de 25 a 44, el 26,10% de 45 a 64, y el 15,00% eran mayores de 65 años. La edad promedio era de 40 años. Por cada 100 mujeres había 102,90 hombres. Por cada 100 mujeres mayores de 18 años había 98,20 hombres.

## Economía
Los ingresos medios de una cabeza de familia del condado eran de USD$30.957 y el ingreso medio familiar era de $36.917. Los hombres tenían unos ingresos medios de $27.386 frente a $21.773 de las mujeres. El ingreso per cápita del condado era de $16.159. El 8,60% de las familias y el 11,80% de la población estaban debajo de la línea de pobreza. Del total de gente en esta situación, 12,70% tenían menos de 18 y el 13,90% tenían 65 años o más.

## Localidades

### Ciudades
- Burns
- Hines

### Áreas no incorporadas
| - Andrews - Buchanan - Crane - Diamond - Drewsey | - Dunnean - Fields - Frenchglen - Frost Mill - Harney | - Indian Village - Lawen - Narrows - Princeton - Riley | - Suntex - Trout Creek - Van - Venator - Voltage | - Wagontire - Whitehorse |